# Логан (округ, Іллінойс)
Шаблон:StateAbbr_ 40°08′ пн. ш. 89°22′ зх. д. / 40.13° пн. ш. 89.36° зх. д.
Округ  Логан (англ. Logan County) — округ (графство) у штаті  Іллінойс, США. Ідентифікатор округу 17107.

## Історія
Округ утворений 1839 року.

## Демографія
За даними перепису 
2000 року 
загальне населення округу становило 31183 осіб, зокрема міського населення було 18258, а сільського — 12925.
Серед мешканців округу чоловіків було 15585, а жінок — 15598. В окрузі було 11113 домогосподарства, 7583 родин, які мешкали в 11872 будинках.
Середній розмір родини становив 2,94.
Віковий розподіл населення поданий у таблиці:
| Стать    | До 15 років | 15-21 | 22-29 | 30-39 | 40-49 | 50-65 | 65-85 | Понад 85 |
| -------- | ----------- | ----- | ----- | ----- | ----- | ----- | ----- | -------- |
| Чоловіки | 2833        | 1949  | 1852  | 2424  | 2405  | 2283  | 1636  | 203      |
| Жінки    | 2733        | 1659  | 1482  | 2210  | 2336  | 2326  | 2345  | 507      |

## Суміжні округи
- Тазвелл — північ
- Маклейн — північний схід
- Де-Вітт — схід
- Мейкон — південний схід
- Сенгамон — південь
- Менард — захід
- Мейсон — північний захід

## Виноски
1. ↑  U.S. Decennial Census. United States Census Bureau. Архів оригіналу за 19 липня 2018. Процитовано 6 липня 2014.
2. ↑  Historical Census Browser. University of Virginia Library. Архів оригіналу за 11 серпня 2012. Процитовано 6 липня 2014.
3. ↑  Population of Counties by Decennial Census: 1900 to 1990. United States Census Bureau. Архів оригіналу за 24 квітня 2014. Процитовано 6 липня 2014.
4. ↑  Census 2000 PHC-T-4. Ranking Tables for Counties: 1990 and 2000 (PDF). United States Census Bureau. Архів оригіналу (PDF) за 18 грудня 2014. Процитовано 6 липня 2014.
5. ↑  State & County QuickFacts. United States Census Bureau. Архів оригіналу за 6 червня 2011. Процитовано 6 липня 2014.(англ.) Наведено за англійською вікіпедією.
6. ↑  American FactFinder. Бюро перепису населення США. Архів оригіналу за 26 лютого 2012. Процитовано 31 січня 2008.

| США | Це незавершена стаття з географії США. Ви можете допомогти проєкту, виправивши або дописавши її. |